# Erichshagen-Wölpe

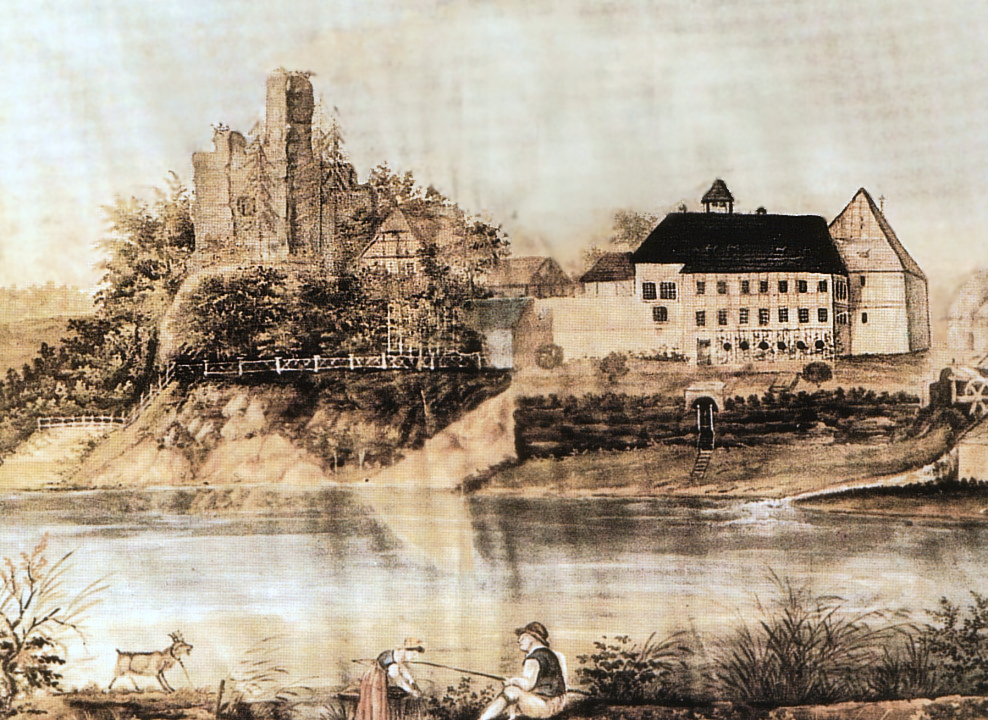
Gemälde von Schloss Wölpe 1823, links die Ursprungsanlage als Turmhügelburg

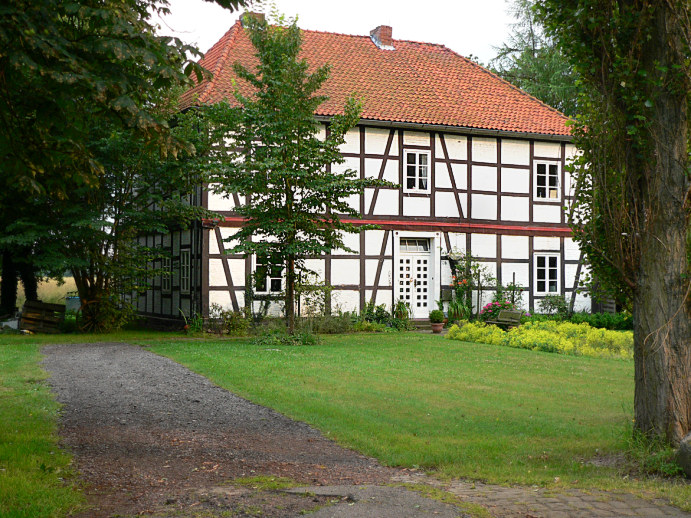
Früheres Amtsgerichtsgebäude von 1852

Erichshagen-Wölpe ist ein Ortsteil der Stadt Nienburg/Weser in Niedersachsen.

## Geschichte
Ein Grabhügelfeld in Erichshagen ist erster Fundort einer Nienburger Tasse, bei der es sich um einen kennzeichnenden Gefäßtyp der Harpstedt-Nienburger Gruppe, einer Kulturgruppe der vorrömischen Eisenzeit, handelt.
Der Ort wird als Wölpe erstmals urkundlich in der Bremer Stiftungsurkunde vom 14. Juli 788 erwähnt. Die Regierungszeit der Grafen von Wölpe lag in den Jahren von 1120 bis 1301. Am 30. Januar 1302 wurde die Grafschaft Wölpe zum calenbergischen Amt Wölpe.
In der Hildesheimer Stiftsfehde zwischen 1519 und 1523 wurde die Burg Wölpe zerstört und danach von Herzog Erich I. als Schloss wieder hergerichtet. Er gründete nahe dem Schloss eine Siedlung, die nach ihm (Erich) und wegen der Dorfform eines Hagenhufendorfs (-hagen) als Erichshagen benannt wurde. Der Ortsteil Erichshagen wird 1568 erstmals urkundlich erwähnt. Trotzdem hieß der Ort lange Zeit im Volksmund Wölpe.
Schloss Wölpe wurde im Dreißigjährigen Krieg von Söldnertruppen des Feldherrn Tilly erobert und beschädigt. Wegen der Schäden wurde das Schloss nach dem Krieg geschleift und zum Amtsgebäude umgestaltet. Von diesem Amtshof wurde das Amt Wölpe verwaltet.
Im 19. Jahrhundert wurde ein weiteres Amtsgebäude nahe der Straße errichtet, das heute noch besteht. Es ist das ehemalige Amtsgerichtsgebäude, das an der Hauptstraße an der Zufahrt zum Burghügel liegt. Es diente langjährig als Försterei und ist heute ein Wohnhaus.
Die Siedlung Wölpe unweit des Amtshofes hatte im 19. Jahrhundert etwa 100 Bewohner. Im Amt Wölpe kam es 1831 zur Befreiung der Bauern von der Hörigkeit gegenüber ihren Grundbesitzern. Das Amt wurde 1859 im Zuge einer Gemeindereform aufgelöst und den Ämtern Nienburg und Neustadt zugeteilt.
Am 1. März 1974 wurde der Flecken Erichshagen im Zuge der niedersächsischen Gemeindereform in die Stadt Nienburg/Weser eingemeindet und bildet seitdem einen Ortsteil der Stadt. Der Stadtteil wurde 2008 von Erichshagen in Erichshagen-Wölpe umbenannt.

## Politik

### Ortsbürgermeister
Ortsbürgermeister ist seit 2011 Tim Hauschildt.

### Ortsrat
Der Ortsrat, der Erichshagen-Wölpe vertritt, setzt sich aus neun Mitgliedern zusammen. Die Ratsmitglieder werden durch eine Kommunalwahl für jeweils fünf Jahre gewählt.
Bei der Kommunalwahl 2021 ergab sich folgende Sitzverteilung:
| Ortsrat 2021Insgesamt 9 Sitze - SPD: 3 - Grüne: 1 - WG: 1 - CDU: 4 |

Die vorherigen Kommunalwahlen ergaben die folgenden Sitzverteilungen:
| Wahljahr | CDU | SPD | Grüne | WG | Gesamt  |
| -------- | --- | --- | ----- | -- | ------- |
| 2016     | 4   | 3   | 1     | 1  | 9 Sitze |

### Wappen
Blasonierung: „In Blau ein silbernes Büffelgehörn“. Obwohl Herzog Erich I. die Siedlung errichtete und sein Sohn Erich II. ihr den Namen gab und die Stadtrechte verlieh, nannten die Einwohner ihren Ort nach lange, nach der in der Gemeindegemarkung gehörigen Burg, Wölpe. Sie war dem gleichnamigen Grafengeschlecht ihr Hauptsitz, das heutige Ortswappen von Erichshagen-Wölpe zeigt mit den Büffelgehörn das einstige Stammwappen derer zu Wölpe. Es wurde vom Minister des Innern 1955 genehmigt. Die ebenfalls in dem Jahr erteilte Ortsflagge ist blau, weiß, blau, mit farbigem Wappen im Mittelstreifen.

## Kultur und Sehenswürdigkeiten

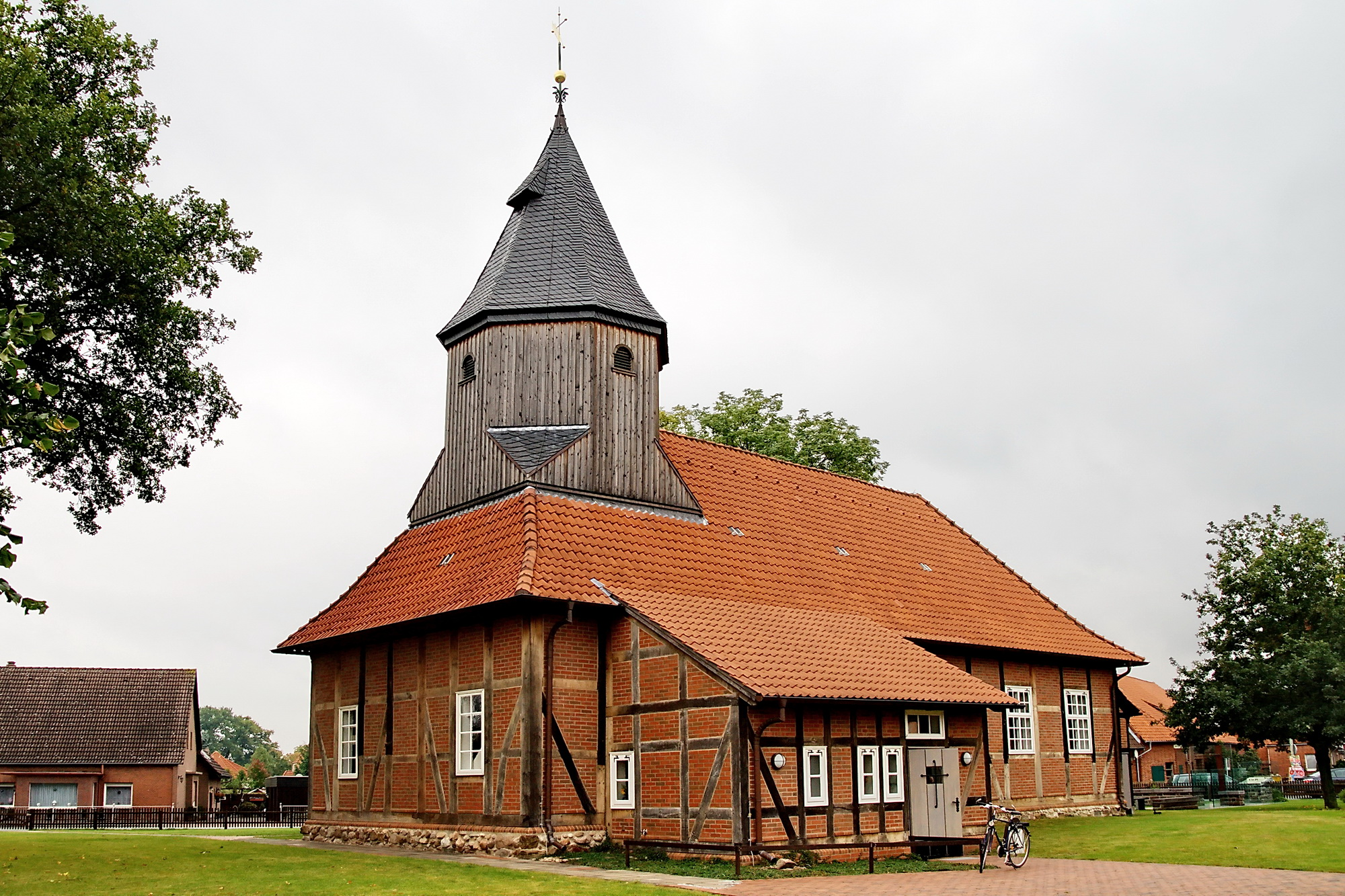
Corvinus-Kirche

- Die kleine, aus dem 18. Jahrhundert stammende Fachwerkkirche mit dem hölzernen Glockenturm ist nach dem Reformator Anton Corvinus benannt.
- Holländerwindmühle von 1868, der heute die Flügel fehlen. Sie wurde 1950 stillgelegt.
- Burgstall der Burg Wölpe als früherer Sitz der Grafschaft Wölpe, angrenzend liegt heute der Wölper Amtshof mit Gebäuden des ehemaligen königlichen Amtes Wölpe.
- Grabhügelfeld in Erichshagen als Parkgelände, Fundort des eisenzeitlichen Hängeschmucks von Wölpe und erster Fundort von Keramik der Nienburger Gruppe

## Wirtschaft und Infrastruktur
Erichshagen-Wölpe verfügt über eine Anzahl kleiner und mittlerer Unternehmen, die die Grundversorgung des Ortes übernehmen.
Der Ort ist über die B 214 an den Kern der Stadt angebunden.

## Persönlichkeiten
- Christoph Barthold Scharf (1725–1803), Verwaltungsjurist und landeskundlicher Autor, geboren in Wölpe